# 鶴見中央

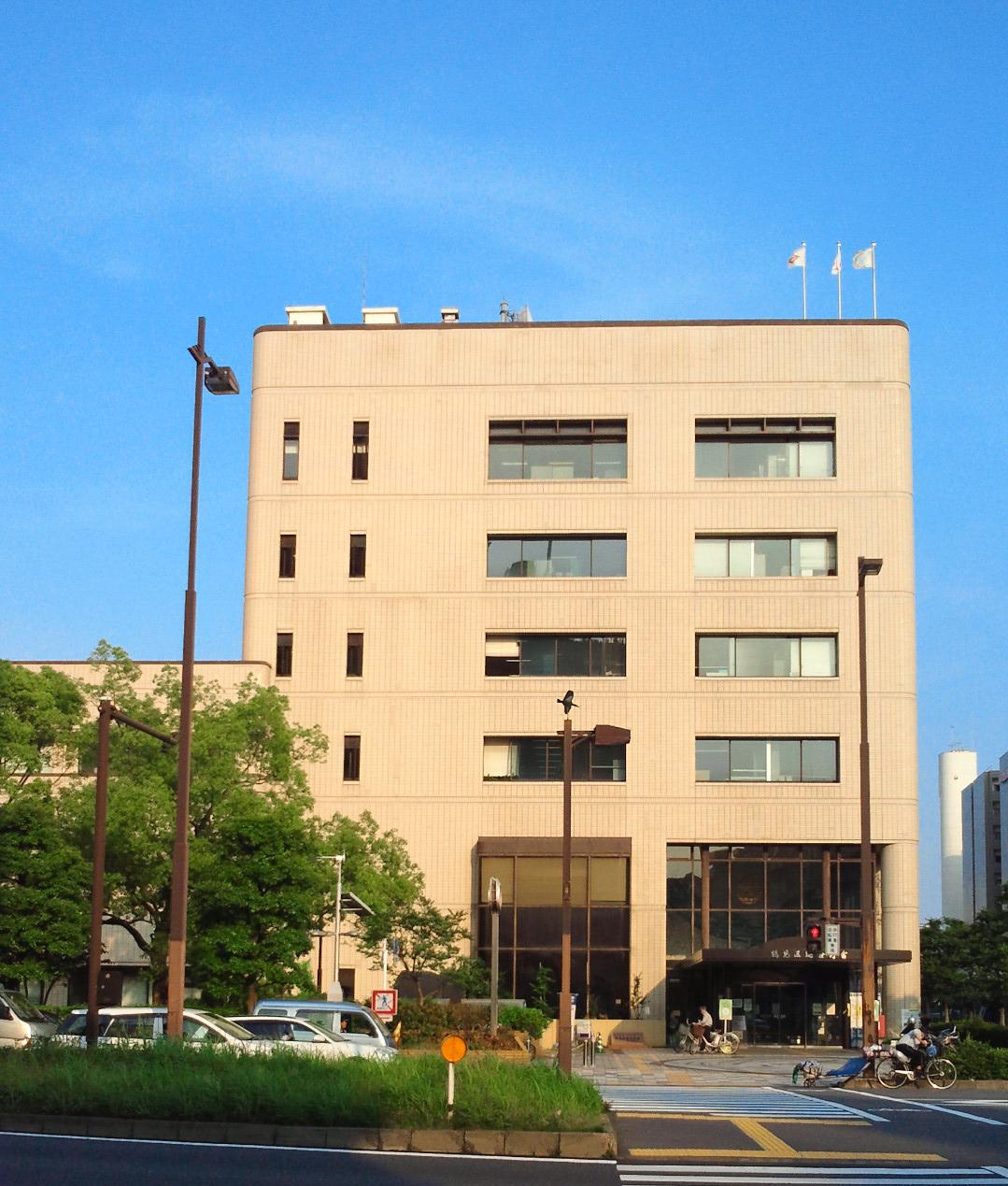
鶴見区役所

鶴見中央（つるみちゅうおう）は、神奈川県横浜市鶴見区の町名。現行行政地名は鶴見中央一丁目から鶴見中央五丁目。住居表示実施済み区域。

## 地理
鶴見区中部に位置する。北から東にかけて蛇行する鶴見川が境となり、西はJR東海道本線の線路を挟み佃野町、豊岡町、鶴見一・二丁目に接する。南端はJR鶴見線を挟んで生麦五丁目に接する。町内を京浜急行の線路と国道15号（第一京浜）が南北に貫く。
神奈川県道14号鶴見溝ノ口線と京急本線、JR東海道本線の線路に囲まれた三角形の一帯が一丁目で、JR京浜東北線・鶴見線の鶴見駅、京浜急行の京急鶴見駅も一丁目に位置する。両駅の間にはバスターミナルがあり、横浜市営バスと川崎鶴見臨港バスが各方面に発着している。バスターミナルの南側には、高さ117mの超高層マンションを含む再開発ビル「シークレイン」が2010年に開業。JR鶴見駅の駅ビル「つるみカミン」は老朽化のため建て替えられ、2012年に「シァル鶴見」がオープンした。一丁目の北端には、藤原頼経が参詣したと『吾妻鏡』に記されていることで知られる鶴見神社がある。
その北側は二丁目で、住宅のほか鶴見図書館、国土交通省京浜河川事務所、横浜市下水道局のポンプ場などがある。旧東海道が南北に通り、鶴見川を渡る鶴見川橋が市場下町方面に通じている。
三丁目は鶴見溝ノ口線およびその延長線の潮鶴橋に至る幹線道路、京急本線と湾曲した鶴見川に囲まれた扇形の町域で、南北に第一京浜が通る。鶴見溝ノ口線と第一京浜が交差する鶴見警察署前交差点周辺には鶴見区役所と鶴見消防署が入る鶴見区総合庁舎、鶴見郵便局、土木事務所などが立ち並ぶ。横浜市立鶴見小学校・鶴見中学校も三丁目中部に位置する。東部の鶴見川近くにはイトーヨーカドー鶴見店とヤマダデンキの大型商業施設が開店した。
南に隣接する四丁目にも鶴見警察署や税務署、年金事務所などの官公庁がある。京急鶴見駅東側は繁華街を形成している。
町の南部にあたる五丁目は、京急鶴見駅に近い北部には飲食店や商店が並ぶが、駅から離れるにつれアパートが多くなる。南端には鶴見線国道駅がある。

### 面積
面積は以下の通りである。
| 丁目           | 面積（km²） |
| -------------- | ----------- |
| 鶴見中央一丁目 | 0.142       |
| 鶴見中央二丁目 | 0.245       |
| 鶴見中央三丁目 | 0.337       |
| 鶴見中央四丁目 | 0.190       |
| 鶴見中央五丁目 | 0.172       |
| 計             | 1.086       |

### 地価
住宅地の地価は、2025年（令和7年）1月1日の公示地価によれば、鶴見中央2-14-28の地点で47万5000円/m²となっている。

## 歴史
1980年（昭和55年）7月28日に、鶴見区鶴見町・生麦町の全域と、市場下町の一部から鶴見中央一丁目〜五丁目が新設され、同時に住居表示が実施された。町名は、地元の通称から採られた。

### 町名の変遷
| 実施後         | 実施年月日                | 実施前（各町名ともその一部） |
| -------------- | ------------------------- | ---------------------------- |
| 鶴見中央一丁目 | 1980年（昭和55年）7月28日 | 鶴見町の一部                 |
| 鶴見中央二丁目 | 1980年（昭和55年）7月28日 | 市場下町、鶴見町の各一部     |
| 鶴見中央三丁目 | 1980年（昭和55年）7月28日 | 鶴見町の一部                 |
| 鶴見中央四丁目 | 1980年（昭和55年）7月28日 | 鶴見町の一部                 |
| 鶴見中央五丁目 | 1980年（昭和55年）7月28日 | 生麦町の全部、鶴見町の一部   |

### 治安・風紀の維持
2022年（令和4年）11月1日、神奈川県は鶴見中央一丁目および同四丁目を神奈川県暴力団排除条例に基づき暴力団排除特別強化地域に指定した。

## 世帯数と人口
2025年（令和7年）6月30日現在（横浜市発表）の世帯数と人口は以下の通りである。
| 丁目           | 世帯数     | 人口     |
| -------------- | ---------- | -------- |
| 鶴見中央一丁目 | 2,323世帯  | 3,559人  |
| 鶴見中央二丁目 | 3,274世帯  | 5,972人  |
| 鶴見中央三丁目 | 2,784世帯  | 4,780人  |
| 鶴見中央四丁目 | 3,330世帯  | 4,897人  |
| 鶴見中央五丁目 | 2,626世帯  | 4,177人  |
| 計             | 14,348世帯 | 23,385人 |

### 人口の変遷
国勢調査による人口の推移。
| 年                 | 人口   |
| ------------------ | ------ |
| 1995年（平成7年）  | 13,282 |
| 2000年（平成12年） | 15,046 |
| 2005年（平成17年） | 17,743 |
| 2010年（平成22年） | 18,966 |
| 2015年（平成27年） | 21,683 |
| 2020年（令和2年）  | 23,382 |

### 世帯数の変遷
国勢調査による世帯数の推移。
| 年                 | 世帯数 |
| ------------------ | ------ |
| 1995年（平成7年）  | 6,907  |
| 2000年（平成12年） | 8,061  |
| 2005年（平成17年） | 9,753  |
| 2010年（平成22年） | 10,972 |
| 2015年（平成27年） | 12,442 |
| 2020年（令和2年）  | 13,804 |

## 学区
市立小・中学校に通う場合、学区は以下の通りとなる（2024年11月時点）。
| 丁目           | 番地                                                                                                 | 小学校             | 中学校             |
| -------------- | --- | ------------------ | ------------------ |
| 鶴見中央一丁目 | 全域                                                                                                 | 横浜市立鶴見小学校 | 横浜市立鶴見中学校 |
| 鶴見中央二丁目 | 全域                                                                                                 | 横浜市立鶴見小学校 | 横浜市立鶴見中学校 |
| 鶴見中央三丁目 | 全域                                                                                                 | 横浜市立鶴見小学校 | 横浜市立鶴見中学校 |
| 鶴見中央四丁目 | 全域                                                                                                 | 横浜市立鶴見小学校 | 横浜市立鶴見中学校 |
| 鶴見中央五丁目 | 1番〜8番2号、8番4号〜10番 11番9号〜最終号、14番1〜3号 14番24号〜16番、19番〜20番8号 20番12号〜最終号 | 横浜市立鶴見小学校 | 横浜市立鶴見中学校 |
| 鶴見中央五丁目 | 8番3号、11番1〜8号 12番、13番、14番4〜23号 17番、18番 20番9〜11号、21〜31番                          | 横浜市立生麦小学校 | 横浜市立生麦中学校 |

## 事業所
2021年（令和3年）現在の経済センサス調査による事業所数と従業員数は以下の通りである。
| 丁目           | 事業所数    | 従業員数 |
| -------------- | ----------- | -------- |
| 鶴見中央一丁目 | 376事業所   | 3,655人  |
| 鶴見中央二丁目 | 146事業所   | 2,460人  |
| 鶴見中央三丁目 | 212事業所   | 4,695人  |
| 鶴見中央四丁目 | 475事業所   | 6,404人  |
| 鶴見中央五丁目 | 125事業所   | 1,499人  |
| 計             | 1,334事業所 | 18,713人 |

### 事業者数の変遷
経済センサスによる事業所数の推移。
| 年                 | 事業者数 |
| ------------------ | -------- |
| 2016年（平成28年） | 1,304    |
| 2021年（令和3年）  | 1,334    |

### 従業員数の変遷
経済センサスによる従業員数の推移。
| 年                 | 従業員数 |
| ------------------ | -------- |
| 2016年（平成28年） | 16,120   |
| 2021年（令和3年）  | 18,713   |

## 交通

### 鉄道
- 東日本旅客鉄道（JR東日本）京浜東北線・鶴見線
  - 鶴見駅
- 京浜急行電鉄本線
  - 京急鶴見駅

### 道路
- 国道15号（第一京浜）

## 施設

### 公共機関
- 横浜市鶴見区役所
- 神奈川県鶴見警察署
- 鶴見税務署
- 横浜市鶴見消防署
- 横浜市鶴見図書館
- 横浜市鶴見区民文化センター
- 日本年金機構鶴見年金事務所
- 鶴見郵便局
- 鶴見駅前郵便局

### 教育機関
- 横浜市立鶴見中学校
- 横浜市立鶴見小学校
- 横浜ファッションデザイン専門学校
- 鶴見ファッション・ビジネス専門学校

### 商業施設
- CIAL鶴見
- シークレイン
- ウイングキッチン京急鶴見
- LICOPA鶴見
  - イトーヨーカドー
- ヤマダデンキ
- オリンピック
- まいばすけっと
- FitCare DEPOT

### 金融機関
- みずほ銀行
- りそな銀行
- 三菱UFJ銀行
- 横浜銀行
- 中央労働金庫

### 宿泊施設
- ホテルメッツ
- アパホテル
- ホテルテトラ
- ベストウエスタンホテルズ
- ホテルリブマックス横浜鶴見
- ビジネスホテルときわ

## その他

### 日本郵便
- 郵便番号 : 230-0051[3]（集配局：鶴見郵便局[23]）

### 警察
町内の警察の管轄区域は以下の通りである。
| 丁目           | 番・番地等 | 警察署     | 交番・駐在所 |
| -------------- | ---------- | ---------- | ------------ |
| 鶴見中央一丁目 | 全域       | 鶴見警察署 | 鶴見駅前交番 |
| 鶴見中央二丁目 | 全域       | 鶴見警察署 | 鶴見駅前交番 |
| 鶴見中央三丁目 | 全域       | 鶴見警察署 | 鶴見駅前交番 |
| 鶴見中央四丁目 | 全域       | 鶴見警察署 | 鶴見駅前交番 |
| 鶴見中央五丁目 | 1～10番    | 鶴見警察署 | 鶴見駅前交番 |
| 鶴見中央五丁目 | 11～31番   | 鶴見警察署 | 生麦交番     |